# Грін-Гроув (Вісконсин)
Грін-Гроув (англ. Green Grove) — місто (англ. town) в США, в окрузі Кларк штату Вісконсин. Населення — 748 осіб (2020).

## Демографія
Згідно з переписом 2010 року, у місті мешкало 756 осіб у 229 домогосподарствах у складі 185 родин. Було 248 помешкань
Расовий склад населення:
| - 99,1 % — білих - 0,3 % — корінних американців - 0,1 % — чорних або афроамериканців |

До двох чи більше рас належало 0,4 %. Частка іспаномовних становила 0,3 % від усіх жителів.
За віковим діапазоном населення розподілялося таким чином: 37,0 % — особи молодші 18 років, 51,1 % — особи у віці 18—64 років, 11,9 % — особи у віці 65 років та старші. Медіана віку мешканця становила 29,0 року. На 100 осіб жіночої статі у місті припадало 100,0 чоловіків;  на 100 жінок у віці від 18 років та старших — 107,9 чоловіків також старших 18 років.
Середній дохід на одне домашнє господарство  становив 55 491 долар США (медіана — 48 194), а середній дохід на одну сім'ю — 64 158 доларів (медіана — 61 250). Медіана доходів становила 37 188 доларів для чоловіків та 35 000 доларів для жінок. За межею бідності перебувало 17,6 % осіб, у тому числі 23,9 % дітей у віці до 18 років та 7,8 % осіб у віці 65 років та старших.
Цивільне працевлаштоване населення становило 272 особи. Основні галузі зайнятості: сільське господарство, лісництво, риболовля — 26,1 %, освіта, охорона здоров'я та соціальна допомога — 18,8 %, виробництво — 17,6 %.